# Gurania rufipila
Gurania rufipila är en gurkväxtart som beskrevs av Cogn. Gurania rufipila ingår i släktet Gurania och familjen gurkväxter. Inga underarter finns listade i Catalogue of Life.